# Borapura, Pandavapura
Borapura là một làng thuộc tehsil Pandavapura, huyện Mandya, bang Karnataka, Ấn Độ.